# Ermin Jazvin
Ermin Jazvin, né le 12 mars 1980, à Mostar, dans la République socialiste de Bosnie-Herzégovine, est un joueur bosnien de basket-ball. Il évolue au poste de pivot. 